# Нојтребин
Нојтребин (њем. Neutrebbin) општина је у њемачкој савезној држави Бранденбург. Једно је од 45 општинских средишта округа Меркиш-Одерланд. Према процјени из 2010. у општини је живјело 1.534 становника. Посједује регионалну шифру (AGS) 12064365.

## Географски и демографски подаци
Нојтребин се налази у савезној држави Бранденбург у округу Меркиш-Одерланд. Општина се налази на надморској висини од 4 метра. Површина општине износи 36,6 km². У самом мјесту је, према процјени из 2010. године, живјело 1.534 становника. Просјечна густина становништва износи 42 становника/km².